# Hermann Anschütz-Kaempfe
Hermann (Franz Joseph Hubertus Maria) Anschütz-Kaempfe (né le 3 octobre 1872 à Deux-Ponts; † 6 mai 1931 à Munich) est un industriel allemand, inventeur du gyrocompas.

## Biographie

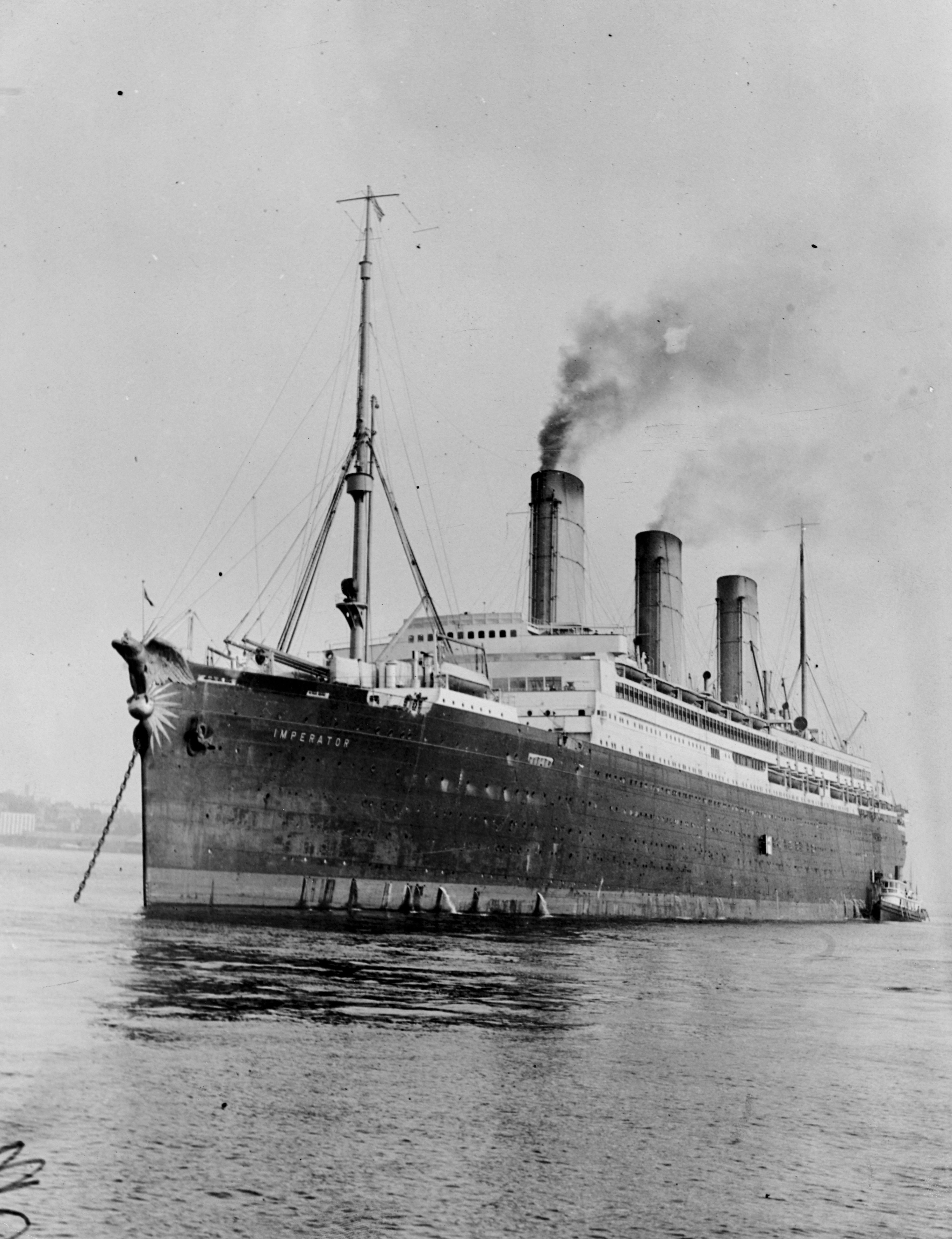
L’Imperator fut le premier navire équipé contractuellement d'un gyrocompas.

Il étudia la médecine à Innsbruck où il fut membre de l'association des étudiants catholiques AKV Tirolia. Il s'établit à Kiel près des chantiers navals et créa son entreprise, Anschütz & Co, le 23 septembre 1905 : il la dirigea jusqu'en 1930, date à laquelle il la revendit au groupe Carl-Zeiss. Hermann Anschütz-Kaempfe construisit en 1907 un premier gyrocompas uniaxe, qui équipa dès 1908 le navire de ligne SMS Deutschland,. Il poursuivait parallèlement la mise au point d'un gyrocompas triaxe, qu'on testa en 1912 sur le croiseur de bataille Moltke. En 1913 sa première utilisation commerciale, sur le paquebot allemand Imperator, fut un succès. À partir de 1911, il mit au point un nouvel outil de navigation : le calculateur d'estime automatique, qui reportait directement sur une carte marine la position et le cap du navire à partir des données transmises par le gyrocompas et le loch.
Anschütz-Kaempfe participa à des campagnes océanographiques en Méditerranée et dans l’Arctique. Il voulait croiser sous le pôle Nord en sous-marin, mais cet exploit ne fut accompli qu'en 1958 par le sous-marin nucléaire USS Nautilus.
En 1914, il dut engager un procès contre l'Américain Elmer A. Sperry pour le brevet du gyrocompas, et c'est l'ingénieur du bureau des brevets de Berne, Albert Einstein, qui fut chargé d'instruire les débats. De là naquit entre Anschütz-Kaempfe et Einstein une amitié durable : le physicien suisse fit part de ses calculs à l'ingénieur allemand, et lui rendit visite chaque année pendant les vacances d'été à Kiel, où les deux hommes s'adonnaient à la voile. Au début des années 1930, Anschütz faillit obtenir une chaire à l'université de Kiel grâce à Einstein mais l'entrée en vigueur des lois antijuives ruina ces efforts.
En 1922, Anschütz-Kaempfe racheta le château de Lautrach dans l’Unterallgäu et le fit réparer. Il y organisait des congrès scientifiques, auxquels participèrent notamment Karl von Frisch, Wilhelm Wien, Richard Willstätter, Albrecht Kossel, Arnold Sommerfeld et, bien sûr, Albert Einstein. Il mit au point son « gyrocompas à bille Anschütz-Zweikreisel » en 1927. Cet instrument de navigation est le prototype des gyrocompas actuels. Le gyrocompas à trois disques est le fruit de la collaboration de son cousin Maximilian Schuler.
Il fut l'un des fondateurs et donateurs de l'école d'équitation de Munich, qui ouvrit ses portes en septembre 1927. Anschütz-Kaempfe, racheta en 1931 tous les bâtiments pour en faire don à l'Université de Munich, afin de permettre aux étudiants de se former à l'équitation.

## Distinctions
- Une rue de Munich, dans le quartier de Berg am Laim, porte son nom, ainsi qu'une rue d'Erlangen.
- À Kiel, une plaque commémorative a été apposée en façade de sa maison, au n°43 de la rue Lorentzendamm[6].